# Gare de Nointel - Mours
Gare de Nointel - Mours vasútállomás Franciaországban, Nointel településen.

## Vasútvonalak
Az állomást az alábbi vasútvonalak érintik:
- Épinay-Villetaneuse–Le Tréport-Mers-vasútvonal

## Kapcsolódó állomások
A vasútállomáshoz az alábbi állomások vannak a legközelebb:
- Gare de Persan - Beaumont (Gare de Persan - Beaumont, Transilien H)
- Gare de Presles - Courcelles (Paris Gare du Nord, Transilien H)